# Deutschland, gib mir ein Mic!
Deutschland, gib mir ein Mic! ist das erste Live- und Videoalbum des Berliner Rappers Bushido. Es erschien am 28. April 2006 über sein Label Ersguterjunge und Universal Music. Die DVD ist von der FSK ab 16 Jahren freigegeben.

## Inhalt
Das Album enthält einen Konzertmitschnitt von Bushidos Auftritt in der Columbiahalle vor 3000 Zuschauern in Berlin. Die gespielten Lieder stammen von seinen bis zum damaligen Zeitpunkt veröffentlichten Studioalben Vom Bordstein bis zur Skyline (vier Songs), Electro Ghetto (fünf Tracks) und Staatsfeind Nr. 1 (acht Stücke) sowie den Kollaboalben Carlo Cokxxx Nutten (ein Titel) und Carlo Cokxxx Nutten II (sechs Lieder). Beim Konzert wird Bushido von den damals bei Ersguterjunge unter Vertrag stehenden Künstlern Baba Saad, Chakuza, DJ Stickle und D-Bo unterstützt.
Die DVD enthält zudem Einblicke in den Backstage-Bereich mit Kommentaren von Bushido sowie sieben Musikvideos.

## Covergestaltung
Das Albumcover ist in Schwarz-weiß gehalten und zeigt Bushido, der beim Auftritt auf der Bühne steht und den linken Arm nach oben reißt. Im Hintergrund befindet sich oben der schwarze Schriftzug Bushido und rechts Bushidos Logo. Der Titel Deutschland gib mir ein Mic steht links im Bild.

## Titellisten
| #  | Titel                        | Länge | Album                         |
| -- | ---------------------------- | ----- | ----------------------------- |
| 1  | Intro                        | 1:34  |                               |
| 2  | Endgegner                    | 3:52  | Staatsfeind Nr. 1             |
| 3  | Skit 1                       | 0:57  |                               |
| 4  | Staatsfeind Nr. 1            | 4:01  | Staatsfeind Nr. 1             |
| 5  | Skit 2                       | 1:26  |                               |
| 6  | Ab 18                        | 2:53  | Staatsfeind Nr. 1             |
| 7  | Skit 3                       | 1:07  |                               |
| 8  | Ersguterjunge                | 3:42  | Electro Ghetto                |
| 9  | Skit 4                       | 0:42  |                               |
| 10 | Ghettorap hin, Ghettorap her | 2:29  | Carlo Cokxxx Nutten II        |
| 11 | Fickdeinemutterslang         | 2:28  | Carlo Cokxxx Nutten II        |
| 12 | Denk an mich                 | 2:25  | Carlo Cokxxx Nutten II        |
| 13 | Skit 5                       | 1:08  |                               |
| 14 | Augenblick                   | 3:35  | Staatsfeind Nr. 1             |
| 15 | Skit 6                       | 3:06  |                               |
| 16 | Electrofaust                 | 0:46  | Vom Bordstein bis zur Skyline |
| 17 | Typisch ich                  | 2:24  | Electro Ghetto                |
| 18 | Hymne der Straße             | 3:33  | Staatsfeind Nr. 1             |
| 19 | Skit 7                       | 1:02  |                               |
| 20 | Träume im Dunkeln            | 2:37  | Carlo Cokxxx Nutten II        |
| 21 | Sieh in meine Augen          | 3:22  | Staatsfeind Nr. 1             |
| 22 | Skit 8                       | 1:03  |                               |
| 23 | Berlin                       | 2:10  | Vom Bordstein bis zur Skyline |
| 24 | Nie wieder                   | 3:28  | Electro Ghetto                |
| 25 | Skit 9                       | 1:26  |                               |

| #  | Titel                   | Länge | Album                         |
| -- | ----------------------- | ----- | ----------------------------- |
| 1  | Skit 10                 | 0:26  |                               |
| 2  | Wenn wir kommen         | 3:30  | Electro Ghetto                |
| 3  | Gemein wie 10           | 2:49  | Vom Bordstein bis zur Skyline |
| 4  | Skit 11                 | 2:12  |                               |
| 5  | Der Sandmann            | 4:00  | Staatsfeind Nr. 1             |
| 6  | Skit 12                 | 1:08  |                               |
| 7  | Mein Leben lang         | 4:06  | Staatsfeind Nr. 1             |
| 8  | Skit 13                 | 2:32  |                               |
| 9  | Nie ein Rapper          | 4:36  | Carlo Cokxxx Nutten II        |
| 10 | Skit 14                 | 0:50  |                               |
| 11 | Cordon Sport Massenmord | 1:25  | Carlo Cokxxx Nutten           |
| 12 | Bei Nacht               | 2:26  | Vom Bordstein bis zur Skyline |
| 13 | Skit 15                 | 1:12  |                               |
| 14 | Besoffene Kinder        | 1:16  | Carlo Cokxxx Nutten II        |
| 15 | Gemein wie 100          | 1:19  | Electro Ghetto                |
| 16 | Skit 16                 | 1:21  |                               |
| 17 | Outro                   | 4:22  |                               |
| 18 | Berlin / Denk an mich   | 5:46  |                               |

| #  | Titel                                      | Länge | Album                         |
| -- | ------------------------------------------ | ----- | ----------------------------- |
| 1  | Intro                                      | 1:36  |                               |
| 2  | Endgegner                                  | 4:54  | Staatsfeind Nr. 1             |
| 3  | Staatsfeind Nr. 1                          | 5:18  | Staatsfeind Nr. 1             |
| 4  | Ersguterjunge                              | 4:18  | Electro Ghetto                |
| 5  | Ab 18                                      | 4:08  | Staatsfeind Nr. 1             |
| 6  | Ghettorap hin, Ghettorap her               | 2:28  | Carlo Cokxxx Nutten II        |
| 7  | Fickdeinemutterslang                       | 2:31  | Carlo Cokxxx Nutten II        |
| 8  | Denk an mich                               | 3:32  | Carlo Cokxxx Nutten II        |
| 9  | Augenblick                                 | 6:46  | Staatsfeind Nr. 1             |
| 10 | Electrofaust                               | 0:44  | Vom Bordstein bis zur Skyline |
| 11 | Typisch ich                                | 2:23  | Electro Ghetto                |
| 12 | Hymne der Straße                           | 4:26  | Staatsfeind Nr. 1             |
| 13 | Träume im Dunkeln                          | 3:05  | Carlo Cokxxx Nutten II        |
| 14 | Sieh in meine Augen                        | 3:49  | Staatsfeind Nr. 1             |
| 15 | Berlin                                     | 2:27  | Vom Bordstein bis zur Skyline |
| 16 | Nie wieder                                 | 5:15  | Electro Ghetto                |
| 17 | Wenn wir kommen                            | 3:39  | Electro Ghetto                |
| 18 | Gemein wie 10                              | 4:50  | Vom Bordstein bis zur Skyline |
| 19 | Der Sandmann                               | 5:13  | Staatsfeind Nr. 1             |
| 20 | Mein Leben lang                            | 6:46  | Staatsfeind Nr. 1             |
| 21 | Nie ein Rapper                             | 5:21  | Carlo Cokxxx Nutten II        |
| 22 | Cordon Sport Massenmord                    | 1:31  | Carlo Cokxxx Nutten           |
| 23 | Bei Nacht                                  | 3:31  | Vom Bordstein bis zur Skyline |
| 24 | Besoffene Kinder                           | 1:26  | Carlo Cokxxx Nutten II        |
| 25 | Gemein wie 100                             | 2:27  | Electro Ghetto                |
| 26 | Outro                                      | 3:12  |                               |
| 27 | Backstage                                  |       |                               |
| 28 | Electro Ghetto (Beatlefield Remix) - Video |       |                               |
| 29 | Nie wieder - Video                         |       |                               |
| 30 | Hoffnung stirbt zuletzt - Video            |       |                               |
| 31 | Nie ein Rapper - Video                     |       |                               |
| 32 | Endgegner - Video                          |       |                               |
| 33 | Augenblick - Video                         |       |                               |
| 34 | Nemesis - Video                            |       |                               |

## Chartplatzierungen und Auszeichnungen
Deutschland, gib mir ein Mic! stieg am 12. Mai 2006 auf Platz 10 in die deutschen Albumcharts ein und belegte in den folgenden Wochen die Ränge 22, 24 und 32. Insgesamt hielt sich der Tonträger 16 Wochen in den Top 100. Auch in Österreich und der Schweiz erreichte das Album die Charts.
Die DVD-Version des Albums wurde 2007 für mehr als 25.000 verkaufte Exemplare in Deutschland mit einer Goldenen Schallplatte ausgezeichnet.

## Rezeption
| Professionelle Bewertungen | Professionelle Bewertungen |
| -------------------------- | -------------------------- |
| Kritiken                   |                            |
| Quelle                     | Bewertung                  |
| laut.de                    | [ 5 ]                      |

Die Internetseite laut.de gab dem Album vier von möglichen fünf Punkten und merkte an, dass die Show im Deutschrap neue Maßstäbe setze:

„Bushido wollte ein Mic - die Columbia Halle in Berlin hat es ihm gegeben; fast zwei Stunden Bushido pur auf der Bühne, mit der Unterstützung von Baba Saad, Chakuza, DJ Stickle, D-Bo, einem Live-Drummer und einem Live-Bassist. […] Diese Show setzt im Live-Deutschrap neue Standards: Live-Instrumentierung, Sound, Bühnenbild und Lichtshow haben allesamt eine Qualität, wie man sie vom hiesigen Rap nicht kennt. Etliche Kameras verfolgen das bunte Treiben und dokumentieren mit ausgesuchten Einstellungen die Performance des Tempelhof-Gangsters. […] Wie sich ein Konzert vor 3000 Fans und der neu gewonnene Ruhm anfühlen, erklärt Bushido anschließend in ausreichenden Backstage-Aufnahmen.“